# Костел Святого Йосипа (Київ)
Костел Святого Йосифа — недобудований римо-католицький храм у Києві, будівництво якого було розпочато 1913 року. У 1920-і роки відомості про споруду уриваються. Розташовувався на Подолі, на вулиці Юрківській, 3, або на розі Юрківської та Кирилівської вулиць.

## Історія
На початку XX століття київський Поділ був одним із осередків польської громади Києва, яка, втім, не мала у цій місцевості свого храму. Після 1905 року польська філантропка і ревнителька католицької віри Кароліна Юзефівна Ярошинська заснувала на вулиці Юрківській, 3, дитячий будинок для католицьких дітей із внутрішньою каплицею Святого Йосипа. Каплиця містилася у невеликій кімнаті розміром 4×5 м, але межувала з їдальнею і за допомогою розсувної стіни могла за потреби бути розширена за рахунок площі їдальні. Каплиця призначалася для мешканців дитячого будинку, але у святкові та урочисті дні її могли відвідувати і місцеві католики, недільні служби відвідувало в середньому 100—125 осіб, в особливо урочисті дні — до 200.
Очевидно, що невеликої приватної каплиці не вистачало для задоволення потреб громади, тому опікунка дитячого будинку, Кароліна Ярошинська, первісно планувала розширити каплицю за проєктом одеського архітектора Г. Домбровського, але зрештою вирішила збудувати окрему споруду поряд. У 1910 році архітектор Кароль Іваницький розробив і подав на затвердження проєкт костелу, але будівництво погодили лише 1913 року. Того ж року заклали фундамент, який через м'який ґрунт у цій місцевості довелося зміцнити кількома сотнями бетонних паль. У 1914 році звели цокольний поверх із гніванського граніту та розпочали будівництво вежі-дзвіниці, але через початок Першої світової війни роботи призупинилися.
Костел Святого Йосипа мав бути двонавовою спорудою близько 30 м завдовжки і 18 м завширшки, декорованою в неороманському стилі, увінчаною 40-метровою вежею-дзвіницею. Ширина головної нави за проєктом складала 11 м, друга нава була вужчою, 5,5 м завширшки. Костел був розрахований на 900 вірян, за проєктом також передбачався нижній храм (крипта) на 400 осіб, який мав використовуватися лише для заупокійних служб. Головний вівтар церкви присвячувався святому Йосипу, бічний вівтар — Діві Марії. Будівництво костелу йшло повністю за рахунок Кароліни Ярошинської. Після зведення костел мав стати парафіяльним для подільських католиків, у 1920 році навіть зареєстрували римо-католицьку громаду Подолу, проте світова війна та подальше захоплення влади більшовиками завадили завершити будівництво костелу. Станом на 1925 рік серед переліку костелів костел Святого Йосипа відсутній. Доля залишків споруди невідома, будинок № 3 по вулиці Юрковицькій знесли у 1999 році.

## Галерея

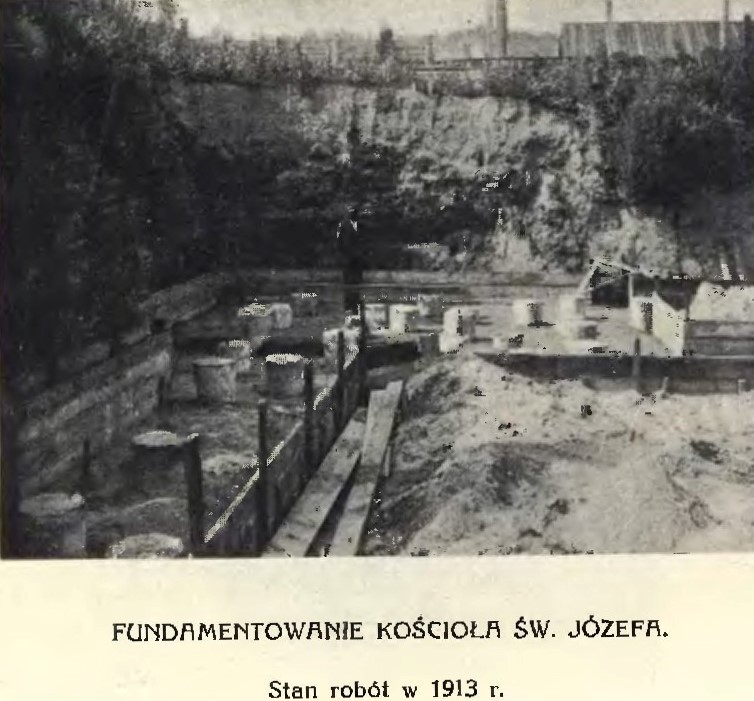
Фундамент костелу Святого Йосипа, 1913 рік
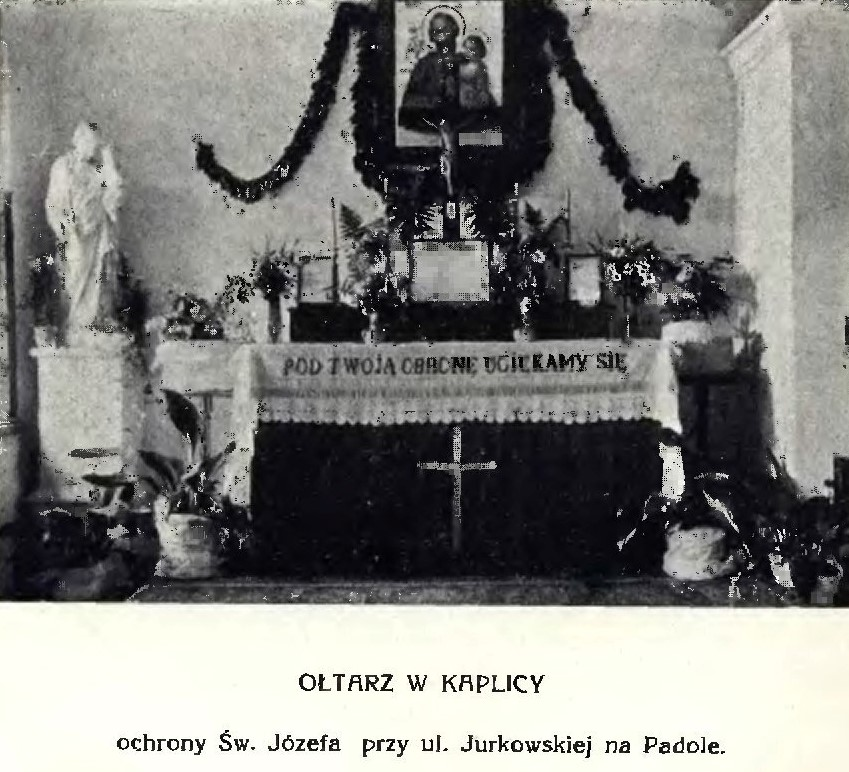
Каплиця Святого Йосипа у католицькому дитячому притулку Ярошинської